# Mistrzostwa Europy w Wioślarstwie 1964
54. Mistrzostwa Europy w Wioślarstwie odbyły się w dniach 31 lipca–2 sierpnia (zawody kobiet) oraz 6–9 sierpnia (zawody mężczyzn) 1964 r. w holenderskim Amsterdamie (po raz 5. w historii). Mężczyźni rywalizowali w 7, a kobiety w 5 konkurencjach wioślarskich na pobliskim torze regatowym Bosbaan na terenie wchodzącej w skład obszaru metropolitarnego miasta gminy Amstelveen. 

## Medaliści

### Mężczyźni
| Konkurencja                 | Złoto | Czas    | Srebro | Czas    | Brąz | Czas    | Źródło      |
| --------------------------- | --- | ------- | --- | ------- | --- | ------- | ----------- |
| M1x (jedynka)               | Wiaczesław Iwanow | 7:05.19 | Rob Groen | 7:08.02 | Donald Spero | 7:08.67 | [ 2 ]       |
| M2x (dwójka podwójna)       | ZSRR Oleg Tiurin · Boris Dubrowski | 6:28.90 | Wielka Brytania Arnold Cooke · Peter Webb | 6:30.88 | Szwajcaria Melchior Bürgin · Martin Studach | 6:31.60 | [ 3 ]       |
| M2- (dwójka bez sternika)   | Holandia Ernst Veenemans · Steven Blaisse | 6:42.55 | RFN Michael Schwan · Wolfgang Hottenrott | 6:46.46 | Dania Peter Christiansen · Hans Jørgen Boye | 6:49.15 | [ 4 ]       |
| M2+ (dwójka ze sternikiem)  | NRD Peter Gorny · Günter Bergau · Karl-Heinz Danielowski (sternik) | 7:12.57 | ZSRR Leonid Rakowszczik · Nikołaj Safronow · Igor Rudakow (sternik) | 7:18.90 | Polska Kazimierz Naskręcki · Marian Siejkowski · Stanisław Kozera (sternik)                                                                                | 7:20.87 | [ 5 ] [ 6 ] |
| M4- (czwórka bez sternika)  | RFN Manfred Misselhorn · Albrecht Müller · Horst Effertz · Günter Schroers | 6:15.10 | Dania John Ørsted Hansen · Erik Petersen · Kurt Helmudt · Bjørn Hasløv | 6:15.90 | Włochy Romano Sgheiz · Fulvio Balatti · Giovanni Zucchi · Luciano Sgheiz                                                                                   | 6:17.33 | [ 7 ]       |
| M4+ (czwórka ze sternikiem) | ZSRR Władimir Jewsiejew · Anatolij Tkaczuk · Boris Kuzmin · Witalij Kurdczenko · Anatolij Łuzgin (sternik)                                                                          | 6:14.41 | RFN Peter Neusel · Bernhard Britting · Joachim Werner · Egbert Hirschfelder · Jürgen Oelke (sternik)                                                                                      | 6:19.61 | Włochy Renato Bosatta · Emilio Trivini · Giuseppe Galante · Franco de Pedrina · Giovanni Spinola (sternik)                                                 | 6:19.97 | [ 8 ]       |
| M8+ (ósemka)                | RFN Klaus Aeffke · Klaus Bittner · Karl-Heinrich von Groddeck · Hans-Jürgen Wallbrecht · Klaus Behrens · Jürgen Schröder · Jürgen Plagemann · Horst Meyer · Thomas Ahrens (sternik) | 5:50.62 | ZSRR Ričardas Vaitkevičius · Antanas Bagdonavičius · Zigmas Jukna · Jurij Suslin · Wołodymyr Sterlik · Vytautas Briedis · Petras Karla · Juozas Jagelavičius · Jurij Łoriencson (sternik) | 5:50.96 | Jugosławia Jadran Barut · Boris Klavora · Vekoslav Skalak · Jože Berc · Alojz Colja · Marko Mandič · Lucijan Kleva · Pavao Martić · Zdenko Balaš (sternik) | 5:58.85 | [ 9 ]       |

### Kobiety
| Konkurencja                           | Złoto | Czas    | Srebro | Czas    | Brąz | Czas    | Źródło       |
| ------------------------------------- | --- | ------- | --- | ------- | --- | ------- | ------------ |
| W1x (jedynka)                         | Galina Konstantinowa | 3:44.71 | Meike de Vlas | 3:45.17 | Alena Postlová | 3:47.08 | [ 10 ]       |
| W2x (dwójka podwójna)                 | ZSRR Maija Kaufmane-Pumpura · Daina Mellenberga | 3:32.43 | Czechosłowacja Alena Postlová · Magdalena Šarbochová | 3:34.70 | Węgry Anna Domonkos · Mária Pekanovits | 3:38.23 | [ 11 ]       |
| W4x+ (czwórka podwójna ze sternikiem) | NRD Renate Boesler · Helga Kolbe · Antje Thiess · Hannelore Göttlich · Christa Böhm (sternik)                                                                               | 3:22.11 | ZSRR Aino-Eliise Milodan · Nelli Czernowa · Raisa Korotajewa · Wiera Aleksiejewa · Walentina Turkowa (sternik)                                                                                            | 3:23.61 | Holandia M.C. Bennink · M. van Beinum · A. Blom · R.D. de Kanter · D. Simons (sternik)                                                                                       | 3:28.54 | [ 12 ] [ 6 ] |
| W4+ (czwórka ze sternikiem)           | ZSRR Nina Szamanowa · Ełła Siergiejewa · Walentina Tieriechowa · Żanna Sumiłowicz · Walentina Timofiejewa (sternik)                                                         | 3:35.19 | NRD Brigitte Amm · Erika Wunderlich · Gesine Jansen · Ingrid Fischer · Ursula Jurga (sternik) | 3:39.91 | Rumunia Iuliana Bulugioiu · Florica Ghiuzelea · Emilia Rigard · Ana Tamaș · Ștefania Borisov (sternik)                                                                       | 3:40.20 | [ 13 ] [ 6 ] |
| W8+ (ósemka)                          | NRD Barbara Müller · Ingrid Graf · Hilde Amelang · Christiane Münzberg · Irmgard Brendenal · Jutta Dietrich · Brigitte Rintisch · Marianne Mewes · Elfriede Dietz (sternik) | 3:13.59 | ZSRR Ałła Pierworukowa · Irena Bačiulytė · Sofija Korkutytė · Leokadija Semaško · Aldona Klimavičiūtė · Mariona Pamauskaitė · Stanislava Bubulytė · Genovaitė Strigaitė · Walentina Timofiejewa (sternik) | 3:17.25 | Rumunia Iuliana Bulugioiu · Florica Ghiuzelea · Ana Tamaș · Mária Trinks · Mariana Limpede · Viorica Moldovan · Emilia Rigard · Olimpia Moșneaga · Angela Păunescu (sternik) | 3:18.67 | [ 14 ] [ 6 ] |

## Klasyfikacja medalowa
| Miejsce | Reprezentacja     | Złoto | Srebro | Brąz | Razem |
| ------- | ----------------- | ----- | ------ | ---- | ----- |
| 1.      | ZSRR              | 6     | 4      | 0    | 10    |
| 2.      | NRD               | 3     | 1      | 0    | 4     |
| 3.      | RFN               | 2     | 2      | 0    | 4     |
| 4.      | Holandia          | 1     | 2      | 1    | 4     |
| 5.      | Czechosłowacja    | 0     | 1      | 1    | 2     |
| 5.      | Dania             | 0     | 1      | 1    | 2     |
| 7.      | Wielka Brytania   | 0     | 1      | 0    | 1     |
| 8.      | Rumunia           | 0     | 0      | 2    | 2     |
| 8.      | Włochy            | 0     | 0      | 2    | 2     |
| 10.     | Jugosławia        | 0     | 0      | 1    | 1     |
| 10.     | Polska            | 0     | 0      | 1    | 1     |
| 10.     | Stany Zjednoczone | 0     | 0      | 1    | 1     |
| 10.     | Szwajcaria        | 0     | 0      | 1    | 1     |
| 10.     | Węgry             | 0     | 0      | 1    | 1     |
| Razem   | Razem             | 12    | 12     | 12   | 36    |